# Dos Dies de Trial de Man
Els Dos Dies de Trial de Man (oficialment, en anglès, Manx 2 Day Trial), coneguts també com als Dos Dies de Man, són una competició de trial que es disputa anualment a l'Illa de Man. La prova, organitzada per l'Isle of Man Centre ACU, es disputa des de 1955 i és una de les competicions de trial de mitjana durada més antigues i prestigioses de les vigents en l'actualitat. Té categoria de National (la més alta al Regne Unit) i puntua habitualment per al campionat britànic de trial. L'esdeveniment ha estat considerat sovint el millor trial de les Illes Britàniques.
Al llarg de la seva història, els Dos Dies de Man han comptat amb la participació dels pilots britànics més emblemàtics d'aquest esport, entre ells Sammy Miller, Malcolm Rathmell i Martin i Doug Lampkin. El pilot local que més hi ha destacat és Steve Colley, qui n'ostenta el rècord de victòries amb un total d'onze en catorze anys.

## Característiques

Mapa de l'illa de Man

Els Dos Dies de Man es disputen actualment a mitjan juliol, el cap de setmana següent a la setmana de curses de velocitat de la Southern 100 que se celebra al circuit de Billown. Tradicionalment, fins al 2017, s'havien disputat a finals d'agost o a mitjan setembre. La prova admet dos tipus de participants, per a cadascun dels quals es marca un recorregut i unes zones diferents: "solo" (per a pilots amb motocicleta individual) i "sidecars" (per a parelles amb un conjunt de sidecar trial).
L'esdeveniment atrau anualment més de 200 participants, la majoria d'ells britànics i irlandesos, però també d'altres països. La sortida i centre neuràlgic del trial se situa a les instal·lacions del Douglas Rugby Club (Douglas R.U.F.C.), a Douglas, la capital de l'illa. La sortida del primer participant s'efectua a les 8 del matí cada dia i l'arribada acostuma a ser pels volts de les quatre de la tarda. La longitud total del traçat que han de recórrer en dos dies els participants, tant individuals com sidecars, és d'uns 130 km (80 milles), amb un total de zones de penalització que oscil·la entre les 70 i 80.
El cap de setmana següent als Dos Dies de Man té lloc el Classic Weekend, una altra prova de trial de dos dies però reservada a motocicletes clàssiques, on hi competeixen tota mena de motocicletes de trial pre-65 o bé anteriors a la introducció del mono-amortidor posterior.

### Recorregut
El recorregut que han de completar els participants consta d'una gran varietat de terrenys i paisatges, a través de turons ondulats, boscos, plantacions i camp obert, amb zones que es marquen al voltant de penya-segats, rierols i trams costaners rocosos de gran bellesa. Un recorregut típic és el següent:
- Dissabte:
  - Els pilots individuals (solos) es dirigeixen cap a l'oest i el sud. Els primers grups de zones es troben a Glen Lough, Old Stoney Mountain Quarry, South Barrule Quarry i Glen Rushen Gulley. A continuació, els competidors encaren la costa sud amb grups de zones a Pooil Vaaish, prop de Gansey, i Scarlett Point. La prova s'acaba amb una zona del tipus indoor a Castletown Square.[6]
  - Els sidecars van cap al nord i troben les primeres zones a Larkhill, Ballacarooin i Axenfell Plantation. A la tarda tenen els grups de zones de Dhoon Quarry, Bims Field i, finalment, al mateix Douglas Rugby Club.[6]
- Diumenge: 
  - Els solos tiren cap al nord en direcció a Ballacreetch, Brandywell Gulley i Axenfell Plantation. Més tard, arriben a Snubbies Glen i fan una parada per dinar al Ramsey Rugby Club. Tot seguit, es dirigeixen a Tholt y Will Plantation, Injebreck Gulley i tornen cap a Douglas a través del West Baldwin Bridge. El darrer grup de zones és a Knock Froy, on també acaben els sidecars.[6]
  - Els sidecars es dirigeixen cap al sud i passen per Glen Lough, Cornelly Mines, South Barrule Quarry i Carnagrie abans del dinar. Tot seguit van cap a Peel, on hi ha el grup de zones de Peel Hill i Corletts Sand Quarry, després de les quals tornen cap a Douglas a través de Bernie's Glen fins a les seccions finals de Knock Froy.[6]

## Llista de guanyadors
Font:
A 30 de desembre de 2024
| Edició  | Any  | Motocicletes                            | Motocicletes                            | Sidecars                                | Sidecars                                |
| Edició  | Any  | Pilot                                   | Moto                                    | Pilot                                   | Passatger                               |
| ------- | ---- | --------------------------------------- | --------------------------------------- | --------------------------------------- | --------------------------------------- |
| I       | 1955 | Artie Ratcliffe                         | Matchless                               | -                                       | -                                       |
| II      | 1956 | Doug Chadwick                           | ?                                       | -                                       | -                                       |
| III     | 1957 | Doug Campbell                           | ?                                       | -                                       | -                                       |
| IV      | 1958 | Sammy Miller                            | Ariel                                   | -                                       | -                                       |
| V       | 1959 | Sammy Miller                            | Ariel                                   | -                                       | -                                       |
| VI      | 1960 | Sammy Miller                            | Ariel                                   | -                                       | -                                       |
| VII     | 1961 | Sammy Miller                            | Ariel                                   | -                                       | -                                       |
| VIII    | 1962 | Sammy Miller                            | Ariel                                   | Ron Langston                            | Doug Cooper                             |
| IX      | 1963 | Dave Rowland                            | AJS?                                    | Ron Langston                            | Doug Cooper                             |
| X       | 1964 | Scott Ellis                             | Triumph                                 | Alan Moorewood                          | Merle Moorewood                         |
|         | 1965 | No disputats per coincidir amb els ISDT | No disputats per coincidir amb els ISDT | No disputats per coincidir amb els ISDT | No disputats per coincidir amb els ISDT |
| XI      | 1966 | Dennis Jones                            | Sprite?                                 | Alan Moorewood                          | Andy Barber                             |
| XII     | 1967 | Sammy Miller                            | Bultaco                                 | Ron Langston                            | Doug Cooper                             |
| XIII    | 1968 | Gordon Farley                           | Greeves                                 | Ron Langston                            | Doug Cooper                             |
| XIV     | 1969 | Paul England                            | Dalesman?                               | Phil Mountfiled                         | John Mountfield                         |
| XV      | 1970 | Terry Wright                            | Dalesman                                | Phil Mountfield                         | John Mountfield                         |
|         | 1971 | No disputats per coincidir amb els ISDT | No disputats per coincidir amb els ISDT | No disputats per coincidir amb els ISDT | No disputats per coincidir amb els ISDT |
| XVI     | 1972 | Sammy Miller                            | Bultaco                                 | Phil Mountfield                         | John Mountfield                         |
| XVII    | 1973 | Martin Lampkin                          | Bultaco                                 | Steve Kenworthy                         | Frank Griffiths                         |
| XVIII   | 1974 | Martin Lampkin                          | Bultaco                                 | Jack Matthews                           | Ray Armstrong                           |
| XIX     | 1975 | -                                       | -                                       | Jack Matthews                           | Ray Armstrong                           |
| XX      | 1976 | Nick Jefferies                          | Honda                                   | Walt Bulloch                            | Brian Pearce                            |
| XXI     | 1977 | Dave Thorpe                             | Bultaco                                 | Ardrian Clarke                          | Mick Bailey                             |
| XXII    | 1978 | Malcolm Rathmell                        | Suzuki                                  | Adrian Clarke                           | Mick Bailey                             |
| XXIII   | 1979 | Malcolm Rathmell                        | Montesa                                 | Mick Wilkinson                          | Kevin Lockwood                          |
| XXIV    | 1980 | John Reynolds                           | Suzuki                                  | Barry Watson                            | Ron Suttill                             |
| XXV     | 1981 | Martin Lampkin                          | SWM                                     | Mick Wilkinson                          | Kevin Lockwood                          |
| XXVI    | 1982 | John Reynolds                           | Montesa                                 | Mick Wilkinson                          | Kevin Lockwood                          |
| XXVII   | 1983 | Tony Scarlett                           | Yamaha                                  | Bruce Rushton                           | S. Roberts                              |
| XXVIII  | 1984 | Harold Crawford                         | Yamaha                                  | Adrian Clarke                           | R. Suttill                              |
| XXIX    | 1985 | Nigel Birkett                           | Yamaha                                  | Robin Luscombe                          | K. Leek                                 |
| XXX     | 1986 | Steven Hole                             | ?                                       | Robin Luscombe                          | K. Leek                                 |
| XXXI    | 1987 | Mark Holland                            | Yamaha                                  | Robin Luscombe                          | K. Leek                                 |
| XXXII   | 1988 | Nigel Birkett                           | Yamaha                                  | Robin Luscombe                          | K. Luscombe                             |
| XXXIII  | 1989 | John Shirt                              | Gas Gas?                                | Robin Luscombe                          | K. Luscombe                             |
| XXXIV   | 1990 | John Shirt                              | Gas Gas                                 | Robin Luscombe                          | M. Busfield                             |
| XXXV    | 1991 | John Shirt                              | Gas Gas                                 | Bruce Rushton                           | N. Watson                               |
| XXXVI   | 1992 | John Shirt                              | Gas Gas                                 | Robin Luscombe                          | W. Kershaw                              |
| XXXVII  | 1993 | Steve Colley                            | Beta                                    | Robin Luscombe                          | W. Kershaw                              |
| XXXVIII | 1994 | Steve Colley                            | Beta                                    | Robin Luscombe                          | W. Kershaw                              |
| XXXIX   | 1995 | Steve Colley                            | Gas Gas                                 | Robin Luscombe                          | W. Kershaw                              |
| XL      | 1996 | Steve Colley                            | Gas Gas                                 | Robin Luscombe                          | W. Kershaw                              |
| XLI     | 1997 | Steve Colley                            | Gas Gas                                 | Robin Luscombe                          | W. Kershaw                              |
| XLII    | 1998 | Steve Colley                            | Gas Gas                                 | Robin Luscombe                          | W. Kershaw                              |
| XLIII   | 1999 | Steve Colley                            | Gas Gas                                 | R. Morewood                             | G. Morewood                             |
| XLIV    | 2000 | Dan Thorpe                              | Gas Gas?                                | R. Morewood                             | G. Morewood                             |
|         | 2001 | No disputats a causa de la febre aftosa | No disputats a causa de la febre aftosa | No disputats a causa de la febre aftosa | No disputats a causa de la febre aftosa |
| XLV     | 2002 | Dougie Lampkin                          | Montesa                                 | R. Morewood                             | G. Morewood                             |
| XLVI    | 2003 | Steve Colley                            | Gas Gas                                 | R. Morewood                             | G. Morewood                             |
| XLVII   | 2004 | Steve Colley                            | Gas Gas                                 | R. Morewood                             | G. Morewood                             |
| XLVIII  | 2005 | Steve Colley                            | Gas Gas                                 | R. Morewood                             | G. Morewood                             |
| XLIX    | 2006 | Steve Colley                            | Gas Gas                                 | Robin Luscombe                          | Les Ashby                               |
| L       | 2007 | Graham Jarvis                           | Sherco                                  | R. Morewood                             | G. Morewood                             |
| LI      | 2008 | Graham Jarvis                           | Sherco                                  | Jon Tuck                                | Matt Sparkes                            |
| LII     | 2009 | Sam Haslam                              | Gas Gas                                 | Jon Tuck                                | Matt Sparkes                            |
| LIII    | 2010 | Sam Haslam                              | Gas Gas                                 | Robin Luscombe                          | Sam Luscombe                            |
| LIV     | 2011 | Dan Thorpe                              | Gas Gas                                 | Robin Luscombe                          | Sam Luscombe                            |
| LV      | 2012 | Josh Brain                              | Gas Gas                                 | Robin Luscombe                          | Sam Luscombe                            |
| LVI     | 2013 | Josh Brain                              | Gas Gas                                 | Robin Luscombe                          | Sam Luscombe                            |
| LVII    | 2014 | Josh Brain                              | Gas Gas                                 | Jamie Teare                             | Jane Birchall                           |
| LVIII   | 2015 | Juan Knight                             | Scorpa                                  | Nigel Crellin                           | Chris Molyneux                          |
| LIX     | 2016 | Barry Kinley                            | Beta                                    | Nigel Crellin                           | Chris Molyneux                          |
| LX      | 2017 | Barry Kinley                            | Beta                                    | Nigel Crellin                           | Chris Molyneux                          |
| LXI     | 2018 | Josh Brain                              | Gas Gas                                 | Nigel Crellin                           | Chris Molyneux                          |
| LXII    | 2019 | Josh Brain                              | Gas Gas                                 | Oliver Lace                             | Gareth Temple                           |
|         | 2020 | No disputats a causa de la COVID-19     | No disputats a causa de la COVID-19     | No disputats a causa de la COVID-19     | No disputats a causa de la COVID-19     |
| LXIII   | 2021 | Bobby Moyer                             | Beta                                    | Nigel Scott                             | Gracie Mae Scott                        |
| LXIV    | 2022 | Alexz Wigg                              | Vertigo                                 | Jack Corlett                            | Jamie Howe                              |
| LXV     | 2023 | Tom Swindlehurst                        | Scorpa                                  | Jack Corlett                            | Jamie Howe                              |
| LXVI    | 2024 | Tom Swindlehurst                        | Scorpa                                  | Jack Corlett                            | Ealish Baxter                           |

1. ↑  El 2021, la prova es va restringir a pilots locals i no va tenir caràcter de National